# Anna Hazare
Kisan Baburao Hazare, mais conhecido como Anna Hazare, (Bhingar, Maharashtra, 15 de junho de 1937) é um ativista social da Índia, líder de destaque do movimento anticorrupção no país que, em 2011, usando métodos não-violentos igual a Mahatma Gandhi. chamou a atenção nacional e internacional sobre si. Hoje, a partir de 2013, um vasto grupo de seus adeptos decidiu transformar o movimento em partido, a que chamaram o partido do homem comum (Aam Aadmi Party, AAP), que acabou por ficar em segundo lugar na eleições municipais de Nova Déli e o único capaz de formar governo. Ele, mesmo assim, criou uma nova organização designada de Jantantra Morcha.
Hazare também contribuiu para o desenvolvimento e estruturação de Ralegan Siddhi, uma vila no distrito de Partner taluka de Ahmednagar, Maharashtra. Isso resultou tão bem que foi premiado com o Padma Bhushan, em 1992, pelos seus esforços em estabelecer aí um modelo para as restantes vizinhas.
Anna Hazare iniciou uma indefinida greve de fome em 5 de abril de 2011 para exercer pressão sobre o governo indiano para promulgar uma lei anticorrupção, conforme previsto na Lokpal Jan Bill, para a instituição de um poder contra a corrupção. O jejum levou a protestos em todo o país em apoio a Hazare. O jejum terminou em 9 de abril de 2011, um dia depois de o governo aceitar as exigências de Hazare. O governo emitiu uma notificação sobre a formação de uma comissão mista, composta de governo e representantes da sociedade civil, para elaborar a legislação.
Anna Hazare foi classificado como a pessoa mais influente em Mumbai por um jornal diário nacional. Hazare foi criticado por seus pontos de vista autoritários na justiça, incluindo a morte como punição para funcionários públicos corruptos e pelo seu suposto apoio forçado à vasectomia como método de planejamento familiar.